# Dendrotriton cuchumatanus
Dendrotriton cuchumatanus là một loài kỳ giông thuộc họ Plethodontidae. Chúng là loài đặc hữu của Guatemala.
Môi trường sống tự nhiên của chúng là vùng núi ẩm nhiệt đới hoặc cận nhiệt đới. Chúng hiện đang bị đe dọa vì mất môi trường sống.